# Charagmus variegatus
Charagmus variegatus é uma espécie de insetos coleópteros polífagos pertencente à família Curculionidae. A autoridade científica da espécie é Fahaeus, tendo sido descrita no ano de 1840.
Trata-se de uma espécie presente no território português.